# س. جاي فيك
س. جاي فيك (بالإنجليزية: Chuckie Fick)‏ هو لاعب كرة قاعدة أمريكي، ولد في 20 نوفمبر 1985 في ثاوزند أوكس في الولايات المتحدة.

## وصلات خارجية
- س. جاي فيك على موقعبيزبول رفرنس.كوم (الدوري الرئيسي) (الإنجليزية)
- س. جاي فيك على موقعبيزبول رفرنس.كوم (الدوري الثانوي) (الإنجليزية)